# Andéol du Vivarais
Pour les articles homonymes, voir Andéol.
Andéol du Vivarais est considéré comme un saint par les catholiques romains et les orthodoxes. Il est né à Smyrne (aujourd'hui Izmir en Turquie) au IIe siècle.
On célèbre saint Andéol, premier apôtre du Vivarais, le 1er mai, jour de son martyre selon le martyrologe romain, ou bien le 4 mai selon le diocèse de Viviers.

## Terminologie
Les saints ne sont pas nommés selon le lieu de leur naissance, comme les personnalités de l'Antiquité grecque et latine. Ils sont nommés selon le lieu où ils ont subi leur martyre, ou bien selon le lieu où ils exerçaient leurs fonctions au moment de leur mort, ou bien selon le lieu où ont été transportées leurs reliques et où elles sont vénérées. Ainsi, même si l'origine smyrniote de saint Andéol était attestée de façon plus certaine, on n'appellerait pas ce saint « Andéol de Smyrne » mais « Andéol du Vivarais » ou éventuellement « Andéol de Bourg ». En effet, le synaxaire (ou martyrologe) de l'Église de Smyrne ignore saint Andéol, tandis que celui de l'Église de Viviers en a jusqu'à nos jours maintenu le souvenir.
De la même façon, tout le monde dit «[pourquoi ?]Saint  Irénée de Lyon » et non « Saint Irénée de Smyrne ».

## Histoire et légendes

Blason de Saint-Andiol
De sable,
à un saint Andéol d'argent.

Le Bulletin d'histoire ecclésiastique et d'archéologie religieuse des diocèses de Valence, Gap, Grenoble et Viviers, le livre de l'abbé Jean Charay (Petite histoire de l'église diocésaine de Viviers), le site internet du diocèse de Viviers, le livre écrit par l'abbé Onésime Mirabel  (Saint Andéol et son culte) sont les principales références de cet article, ainsi que d'autres écrits tels que Le sarcophage de Saint Andéol de Robert Saint-Jean, Bourg-Saint-Andéol d'Albert du Boys et Les Petits Bollandistes : vie des Saints de Paul Guérin.
Pour certains auteurs laïcs, mais aussi pour l'abbé Jean Charay, la passion d'Andéol est une légende à mettre au conditionnel. Le martyre des chrétiens de Lyon en 177, proche de celui de saint Andéol dans le temps et dans l'espace, a donné lieu à des études scientifiques faisant la part entre croyances populaires et histoire,, études facilitées par l'existence de peu de légendes concernant sainte Blandine et saint Pothin, car l'« on possède un récit circonstancié et vivant de leur martyre, ». A contrario, on possède uniquement sur saint Andéol des récits que l'« on ne peut utiliser qu'avec une extrême prudence, en raison de leur caractère apocryphe » (les Acta sancti Andeoli, le Livre des miracles de saint Andéol).

## Biographie

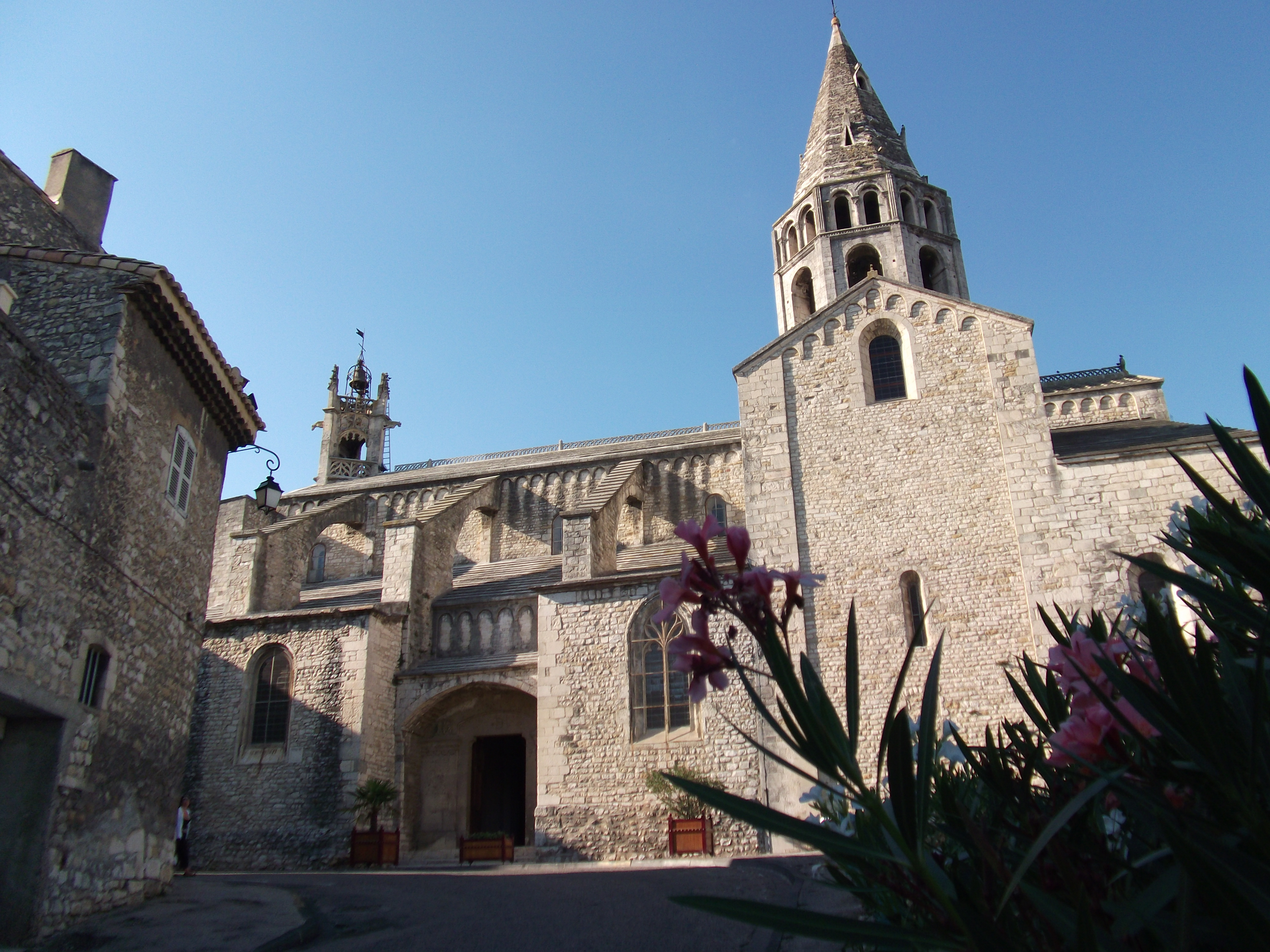
Église Saint-Andéol
de Bourg-Saint-Andéol.

Andéol (du gallo-romain Andeolus) est né à Smyrne (aujourd'hui Izmir en Turquie) au IIe siècle.
Andoche et Bénigne, prêtres, Thyrse, diacre, et Andéol, sous-diacre, originaires de Smyrne tous les quatre, furent envoyés évangéliser la Gaule par saint Polycarpe (évêque de Smyrne, disciple de l'apôtre Jean, martyrisé en 155 ou en 167, selon les sources), à l'appel de saint Irénée, évêque de Lyon (né à Smyrne). Ils sont accueillis à Lyon par Irénée et par son prédécesseur, saint Pothin, tous les deux formés à l'école de Polycarpe et envoyés par lui en Gaule, précédemment.
Andoche, Thyrse et Bénigne sont envoyés en mission dans la région d'Autun. Et c'est là qu'en 177, les deux premiers meurent en martyrs pour leur foi, avec Félix, un riche commerçant qui les hébergeait. Leurs reliques reposent dans l'église Saint-Andéol de Saint-Andeux et dans la basilique Saint-Andoche de Saulieu,, à une vingtaine de kilomètres de Saint-Andeux. Quant à Bénigne, il subit le martyre à Dijon, vers 179.
Andéol reçoit pour mission de « porter l'évangile dans les régions méridionales que fertilise le Rhône ».
Le 30 avril 208, alors qu’il prêche devant une foule nombreuse à Bergoïata, dans le Vivarais (Ardèche actuelle), l'empereur Septime Sévère, de passage dans la cité, le fait arrêter et comparaître devant lui, le christianisme étant interdit.
Andéol ne cède ni aux menaces, ni aux promesses, refuse avec force de renier sa foi et prononce cette prière : « Seigneur Jésus, je te rends grâce de ce que tu m'accordes de souffrir pour ton nom ». Après l'avoir fait torturer, Septime Sévère le fait jeter dans un cachot, puis ordonne sa mise à mort.
Andéol meurt la tête « fendue en croix par une épée en bois », le 1er mai 208, à Gentibus (Haut-Bergoïata : partie amont de Bergoïata, sur la rive gauche du Rhône).
Son corps, jeté dans le Rhône et poussé par le courant jusqu'au rivage de Bas-Bergoïata (partie avale de Bergoïata, sur la rive droite du Rhône, devenue Bourg-Saint-Andéol au XVe siècle), y est recueilli le 5 mai, par une riche gallo-romaine secrètement convertie, Amycia Eucheria Tullia, épouse de Barbinius. Elle fait ensuite creuser dans sa maison un oratoire, où elle dépose les restes de saint Andéol, dans le sarcophage qui avait contenu le corps d’un enfant de sa famille, pour ne pas éveiller les soupçons et les protéger ainsi de toute profanation.

## Culte
Bernoin (ou Bernouin), l'évêque de Viviers de 851 à 874, retrouve en 858 les restes d'Andéol, à l'emplacement de la demeure de Tullia (sur lequel la chapelle Saint-Polycarpe sera érigée plus tard). Il dédie à saint Andéol l'église achevée la même année à Bergoïata (qu'il avait fait bâtir en l'honneur de saint Étienne et de saint Jean) et y fait transporter ses reliques. Il  met à l'honneur le culte de saint Andéol et le pèlerinage de Bergoïata connaît tout de suite un grand succès. La vénération du saint se répand, principalement dans la vallée du Rhône (cf. ci-dessous « Religion et toponomye »). Elle ira jusqu'au Nord de l'Espagne avec l'appui de Charles II le Chauve (cf. l'histoire du monastère de Sant Aniol d'Aguja (ca) créé en 859. Elle avait déjà atteint Paris au VIe siècle et touchera le nord de Paris au XIIIe siècle (cf. ci-dessous « L'énigme de saint Ache… »).
Pour certains auteurs, l'édification de l'église Saint-Andéol de Bergoïata est datée du XIe siècle et non du IXe siècle (858 - Bernoin), et la première utilisation du sarcophage gallo-romain comme réceptacle des restes de saint Andéol, du XIIe siècle et non du IIIe siècle (208 - Tullia). Au sein même de l'église de Bourg-Saint-Andéol, les différentes versions cohabitent...

## Sarcophage de saint Andéol
L'église romane Saint-Andéol de Bourg-Saint-Andéol (Bergoïata) est en  fait le fruit de rénovations et d'agrandissements successifs de l'édifice original de Bernoin, effectués au cours des XIe, XIIe, XVIe et XVIIIe siècles.
On découvre aujourd'hui, dans l'abside située à droite du chœur de l'église, le sarcophage en marbre blanc utilisé par Tullia en 208, auquel est donné le nom de « tombeau de saint Andéol ».
Il s'agit d'un sarcophage antique.

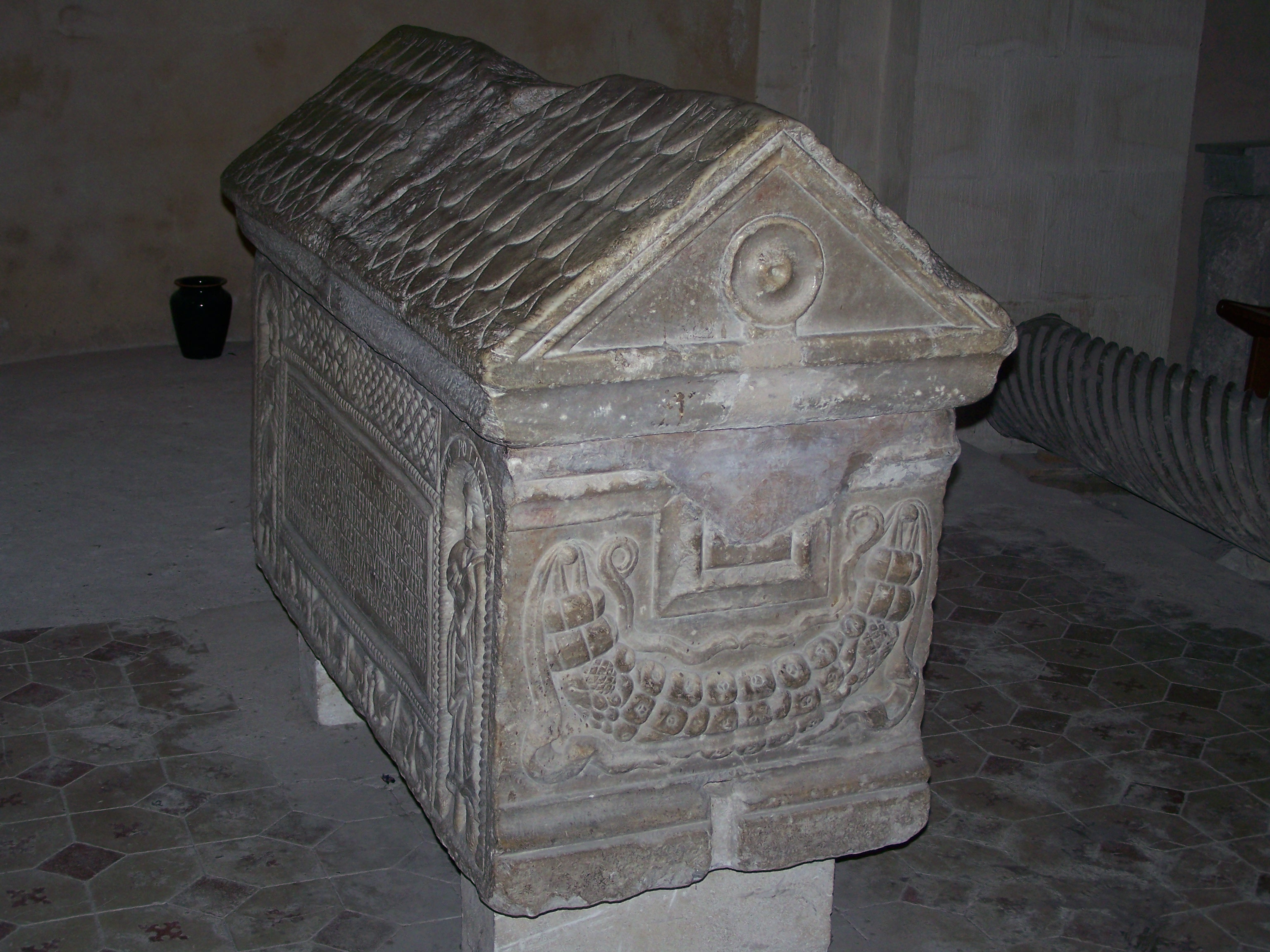
Sarcophage de saint Andéol.

On peut lire sur l'une de ses deux longues faces l'inscription païenne suivante, en l'honneur du défunt (un garçon de cinq ans) :
D. M. TIB. IVLI. VALERIANUS O. ANN. V. M. VII. D. VI. JVLIVS CRANTOR ET TERENTIA VALERIA FILIO DVLCISSIMO
Traduction : Aux Dieux Manes, Tiberius Julius Valérianus est mort à l'âge de cinq ans sept mois et six jours. Julius Crantor et Terentia Valeria à leur enfant chéri.
On a gravé au début du XIIe siècle sur l'autre longue face une inscription en latin à la gloire du saint, et les figures de saint Polycarpe et de saint Bénigne.
Inscription de la façade chrétienne :
QUICUMQUE ETERNE SPEM VIS AFFIGERE VITE ASPICE SARCOPHAGUM QUADRO SINUAMINE DIGNUM + QUATUOR UT MUNDI PARTES MAGNALIA XPI + HINC EFFEBE QUEANT JUSTI PIE VINCERE DISCANT + ANDEOLE INDICIO TU FELIX MARTYR ADESTO + CORPORE TE PARVI TENET ISTIUS ARCA SEPULCRI + SED VIRTUTE PIIS JUNCTUS SUPER ASTRA DE ARIS + AD TE VENIANT QUOS SEVA FLAGELLA FATIGANT + FRISTIS NEMO REDIT TUA MUNIMINA POSCIT.
Qui signifie :
Vous tous qui placez votre espérance en la vie éternelle, regardez ce tombeau à quatre faces : Il est digne de manifester aux quatre parties du monde les merveilles du Christ et d'apprendre aux justes à vaincre dans les combats de la foi. Ô Andéol, heureux martyr, donnez-nous des marques de votre protection. L'enceinte de ce petit tombeau renferme votre corps, mais votre âme vertueuse jouit avec les saints, par delà les astres, de la félicité céleste. Qu'ils accourent à vous ceux que de cruelles douleurs affligent; il n'est aucun de ceux qui implorent votre protection, qui ne s'en retourne consolé.
Le couvercle du sarcophage a été détérioré. Les reliques de saint Andéol ont été profanées en 1562, au début des guerres de religion, puis en 1792, au début de la Révolution française (selon le diocèse de Viviers- cf. La tradition critique dans le monde occidental concernant la question des reliques).
Les restes des reliques se trouvent dans l’alvéole situé au milieu de l’abside.
À proximité du sarcophage, est exposée l'épitaphe de l'évêque de Viviers, Bernoin, sous l'épiscopat duquel les reliques d'Andéol ont été découvertes en 858.
Voici l'obit de Bernoin (retrouvé par l'abbé Paradis en 1851) :
HIC INEVENITUR TUMULUS BER NUINI EPISCOPI QUI INVENIT CORPUS BEATI ANDEOLI  MARTYRIS ET HANC DONUM ET FUNDAMENTUM EREXIT, REXIT ECCLESIAM VIVARIENSEM ANNOS 23 ET OBIIT PACIFICE IDUS DECEMBRIS 5°.
Traduction :
Ici se trouve le tombeau de l'évêque Bernoin qui découvrit le corps du bienheureux Andéol, martyr; ce fut lui qui bâtit cet édifice dont il avait jeté les fondements; il gouverna l'église de Viviers pendant 23 ans et mourut paisiblement le 5 des ides de décembre.

## Représentations du saint: tableaux et statues

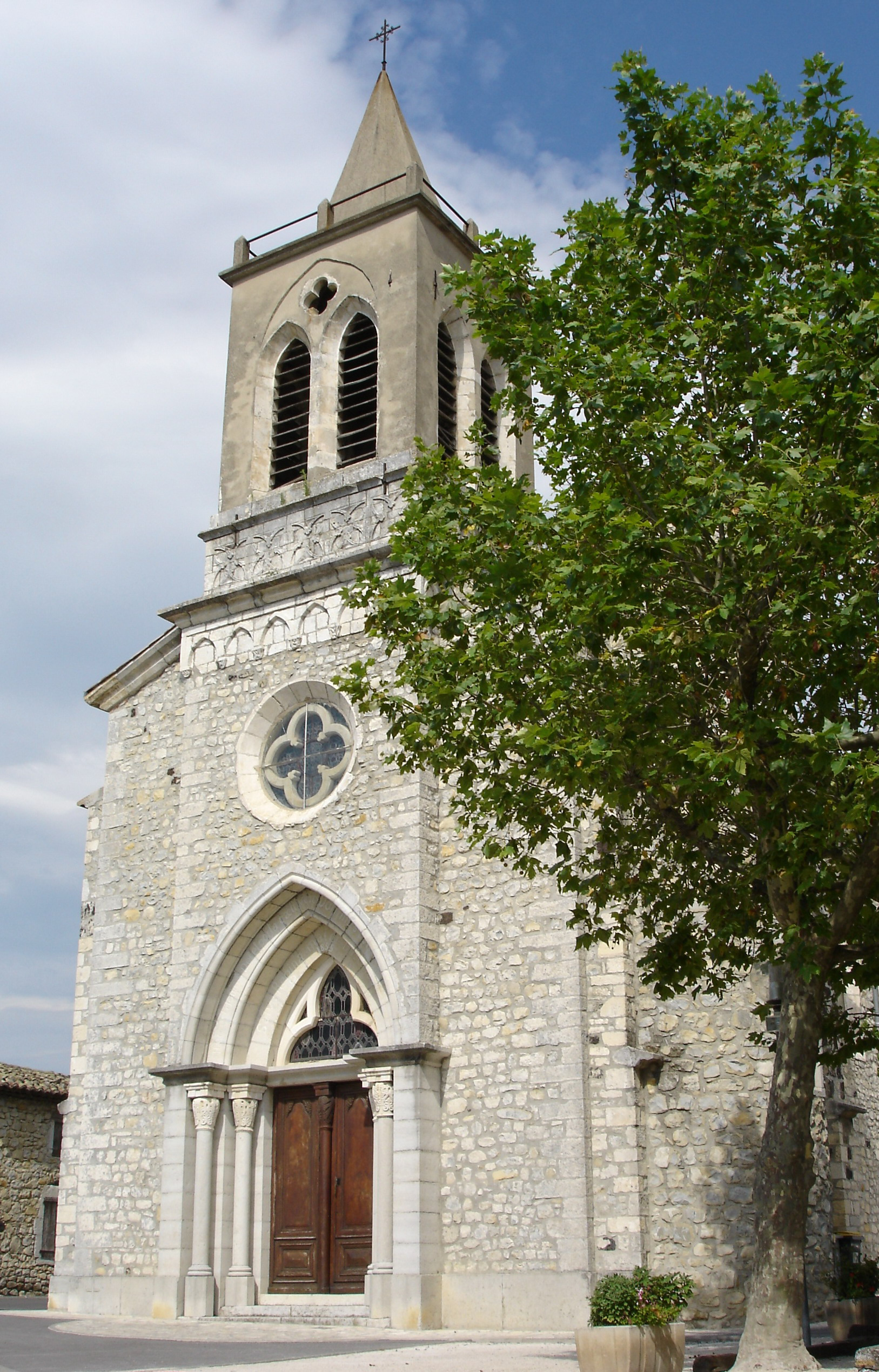
Église de
Saint-Andéol-de-Berg.

Également dans l'abside située à droite du chœur de l'église de Bourg-Saint-Andéol, juste à côté du sarcophage et de l'obit de Bernoin, est exposé un tableau intitulé Le Triomphe de saint Andéol, sur lequel deux anges tendent à Andéol - à genoux, bras ouverts et portant un glaive en guise d'auréole - la palme qui représente son martyre et une couronne de lauriers qui symbolise sa victoire (car il n'a pas renié sa foi), sous le parrainage de saint Joseph (tenant son traditionnel bâton fleuri), père de Jésus, fêté comme saint Andéol, le 1er mai.
On peut voir sur la façade de l'église, une statue en pied de saint Andéol. Sa tête est fendue par un glaive de bois, sa main gauche tient une palme et sa main droite brandissait un livre, aujourd'hui disparu. Ainsi, bras et main vide levés vers le ciel, il apparaît tel un gladiateur triomphant, dont la palme et la couronne de lauriers étaient aussi les attributs, et dont le glaive de bois - rudius - symbolisait l'affranchissement et la fin de l'obligation de descendre dans l'arène...
Le tableau de l'église de Bourg-Saint-Andéol ressemble à celui - daté du XIXe siècle, sans titre et d'un auteur inconnu - qui est exposé dans la chapelle située à droite du transept de l'église de Saint-Andéol-de-Berg et qui illustre l'élévation d'Andéol au rang de « saint martyr ». Comme à Bourg-Saint-Andéol, Andéol se tient à genoux et bras ouverts, et un ange lui tend une palme, sous le parrainage de saint Joseph (tenant son traditionnel bâton fleuri), représenté par une statue en bois doré placée devant le tableau. Par contre, à Saint-Andéol-de-Berg, il ne reçoit pas de lauriers et paraît beaucoup plus jeune (alors qu'envoyé en Gaule en 166, il avait sans doute entre 60 et 75 ans en 208).
Une statue en bois doré, du XIXe siècle, située à droite, en haut du chœur de l'église de Saint-Andéol-de-Berg, représente saint Andéol tenant une palme dans sa main gauche.

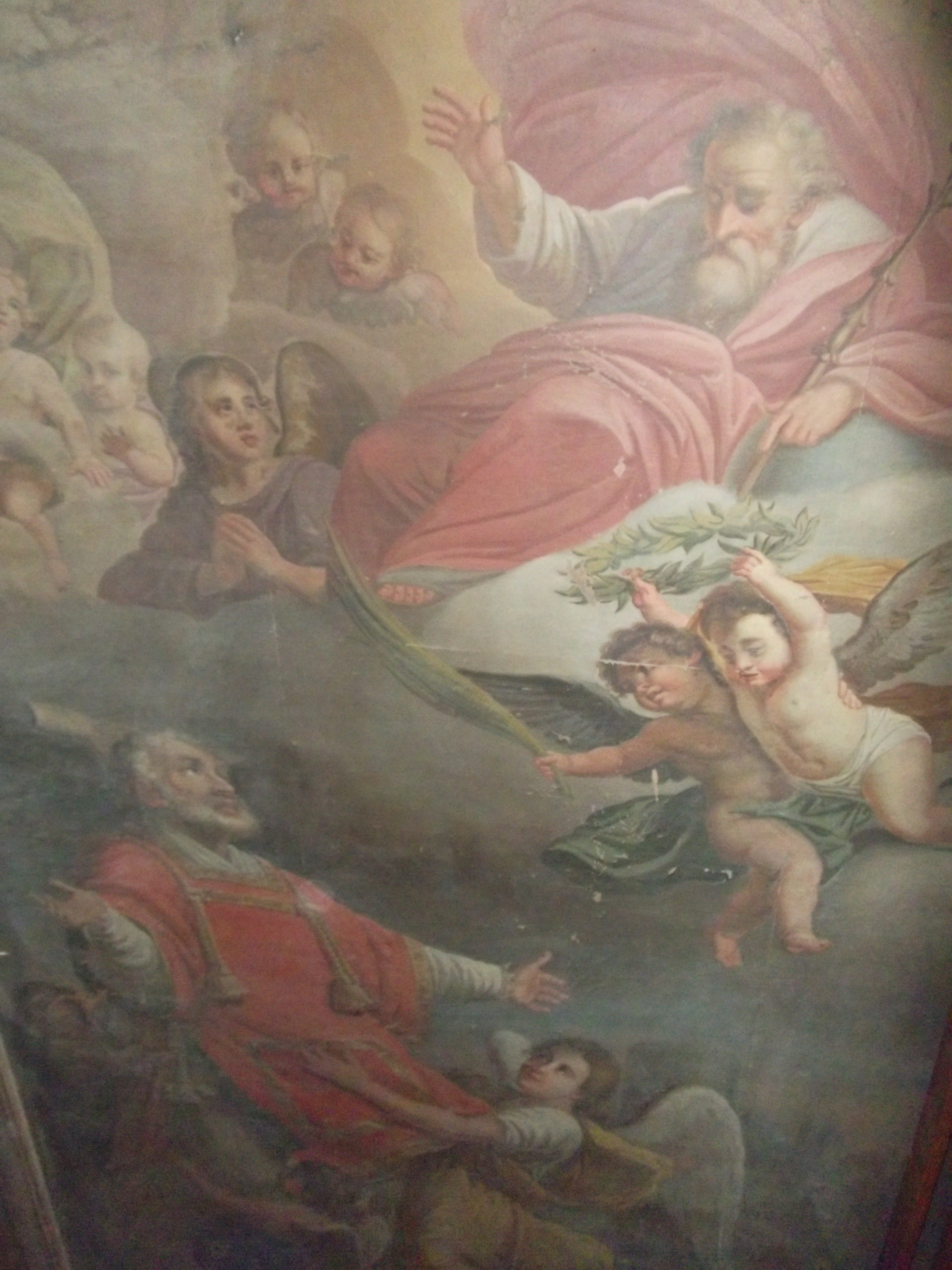
Triomphe de saint Andéol Bourg-Saint-Andéol.
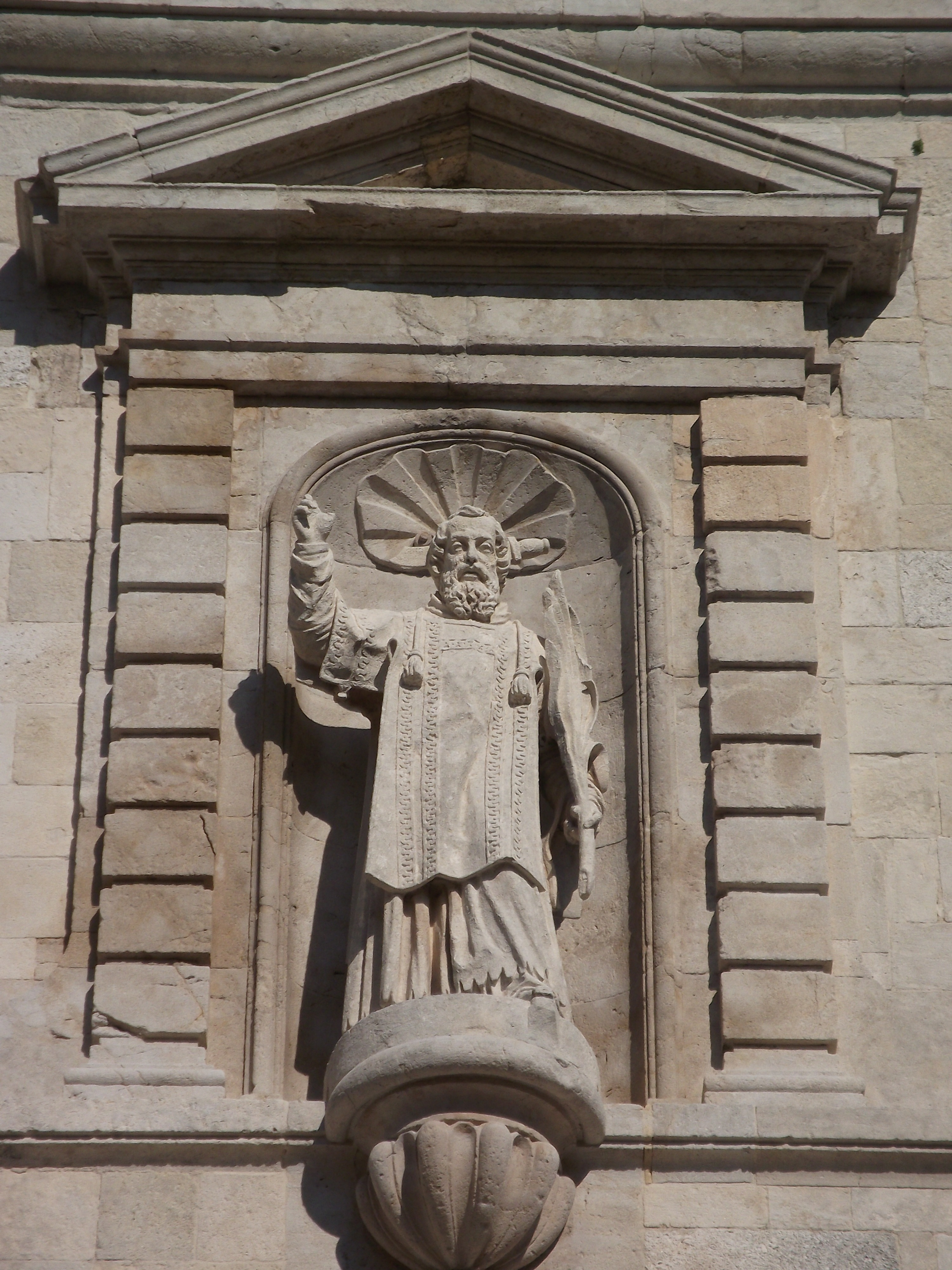
Statue de saint Andéol Bourg-Saint-Andéol.
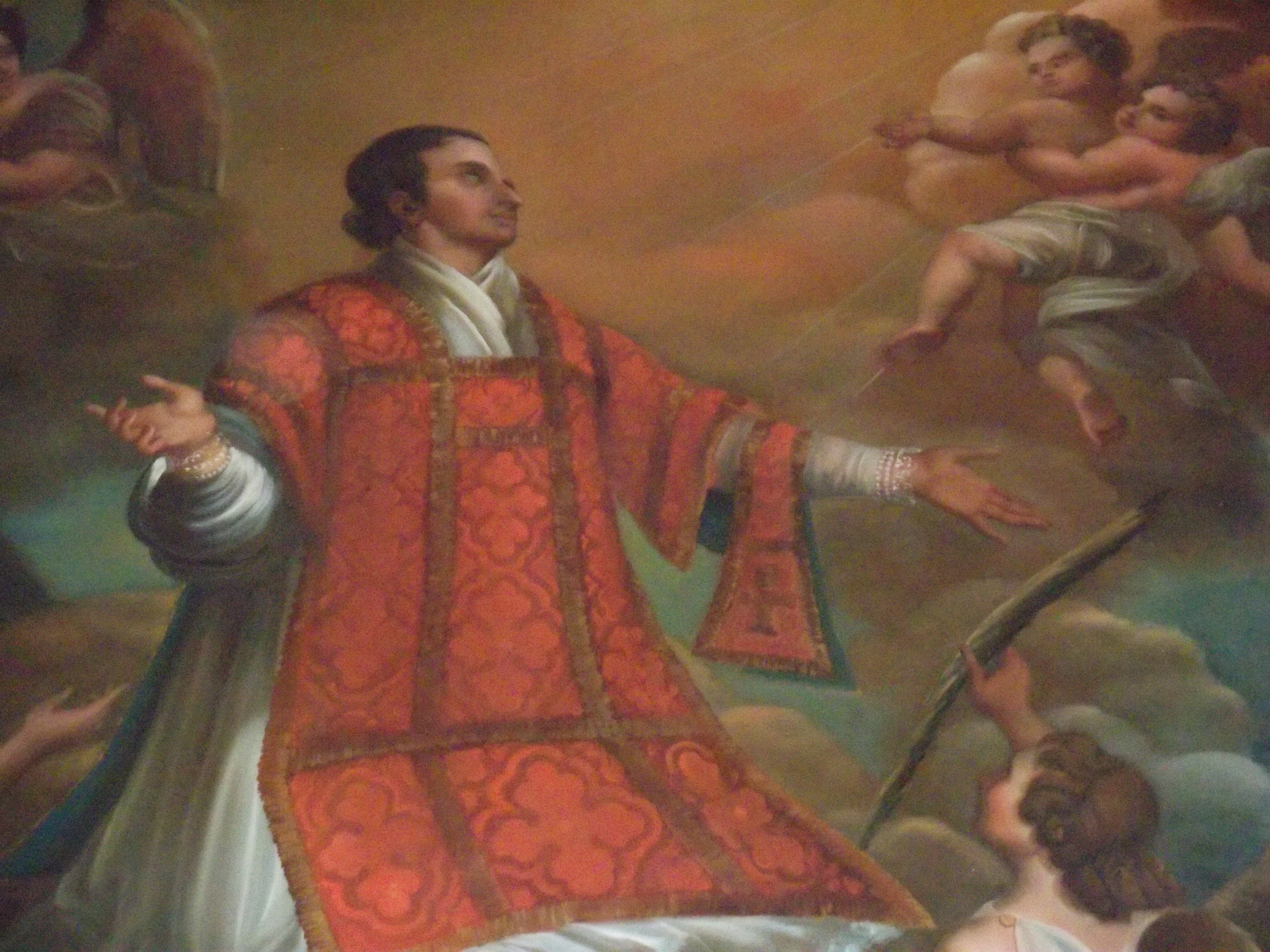
Élévation de saint Andéol Saint-Andéol-de-Berg.
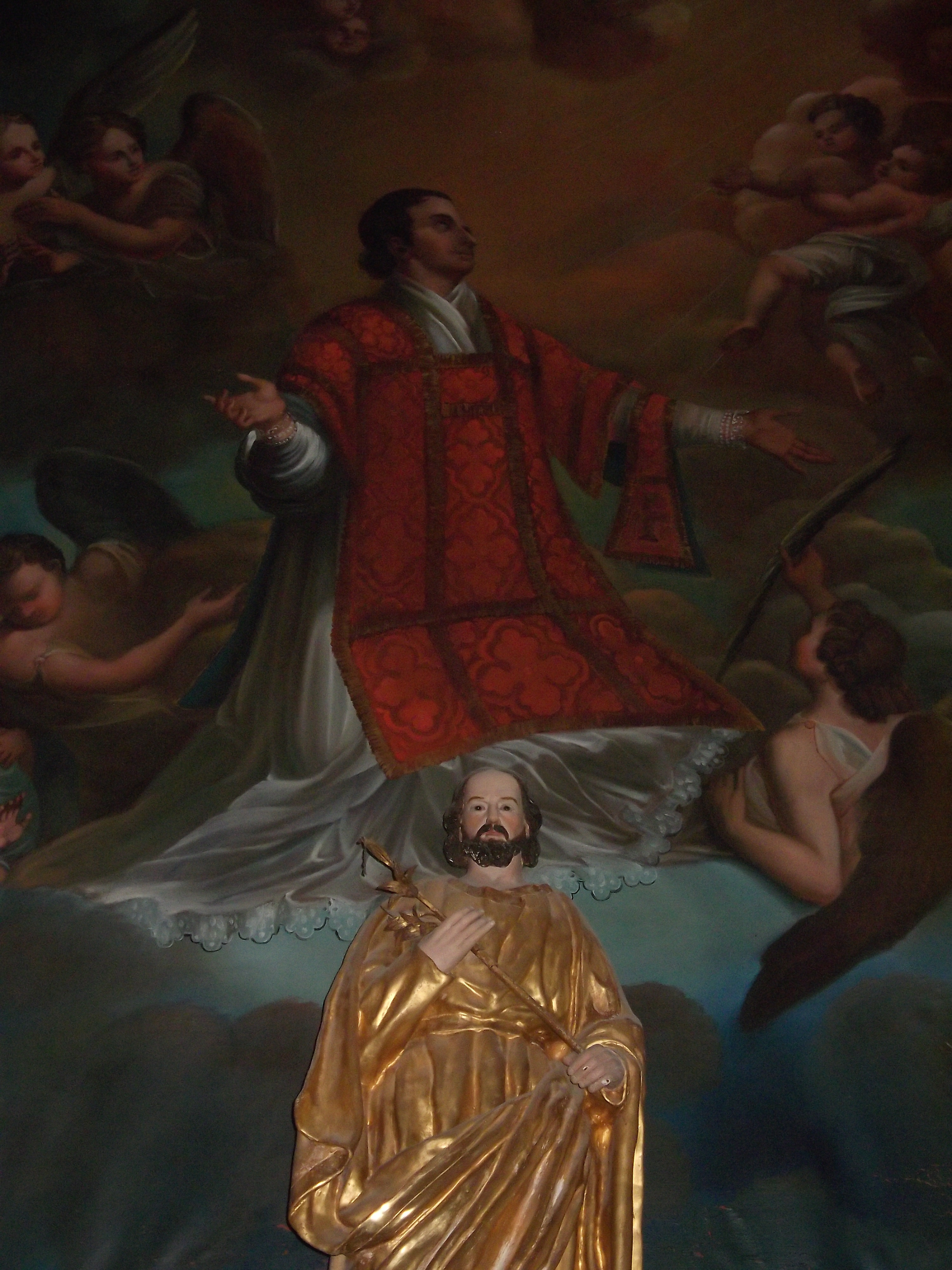
Élévation de saint Andéol Statue de saint Joseph.

L'église de Saint-Andéol-de-Vals abrite elle aussi une statue de saint Andéol tenant une palme dans la main droite et un livre dans la gauche, la tête fendue par un glaive. Le livre, anachronique si l'on considère l'époque du martyre (208), symbolise sans doute la parole de Jésus-Christ à travers les Évangiles, car on dit qu'Andéol eut la tête fendue en deux, « afin d'y vérifier si elle contenait effectivement la parole de Dieu ».

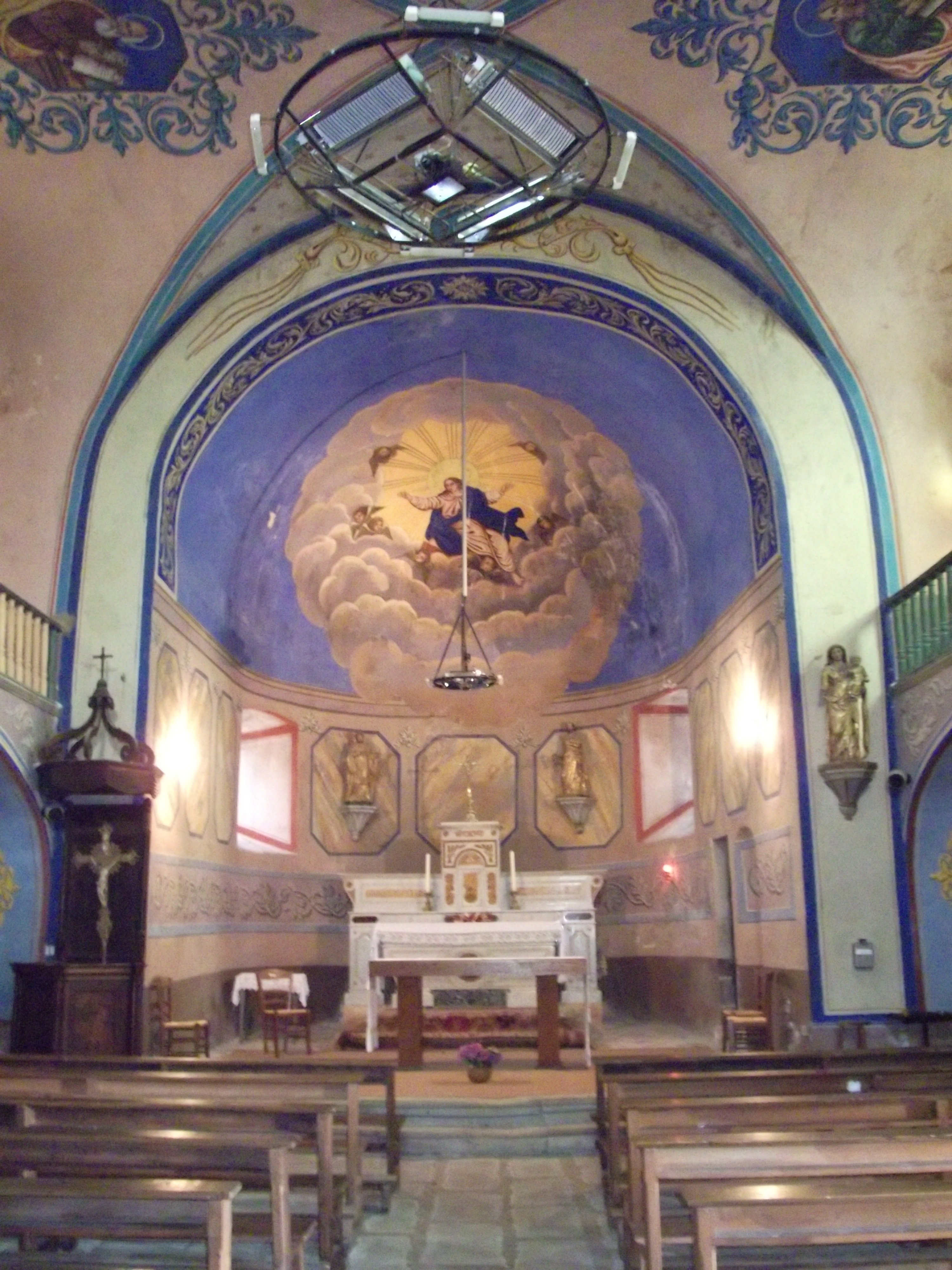
Chœur de l'église.
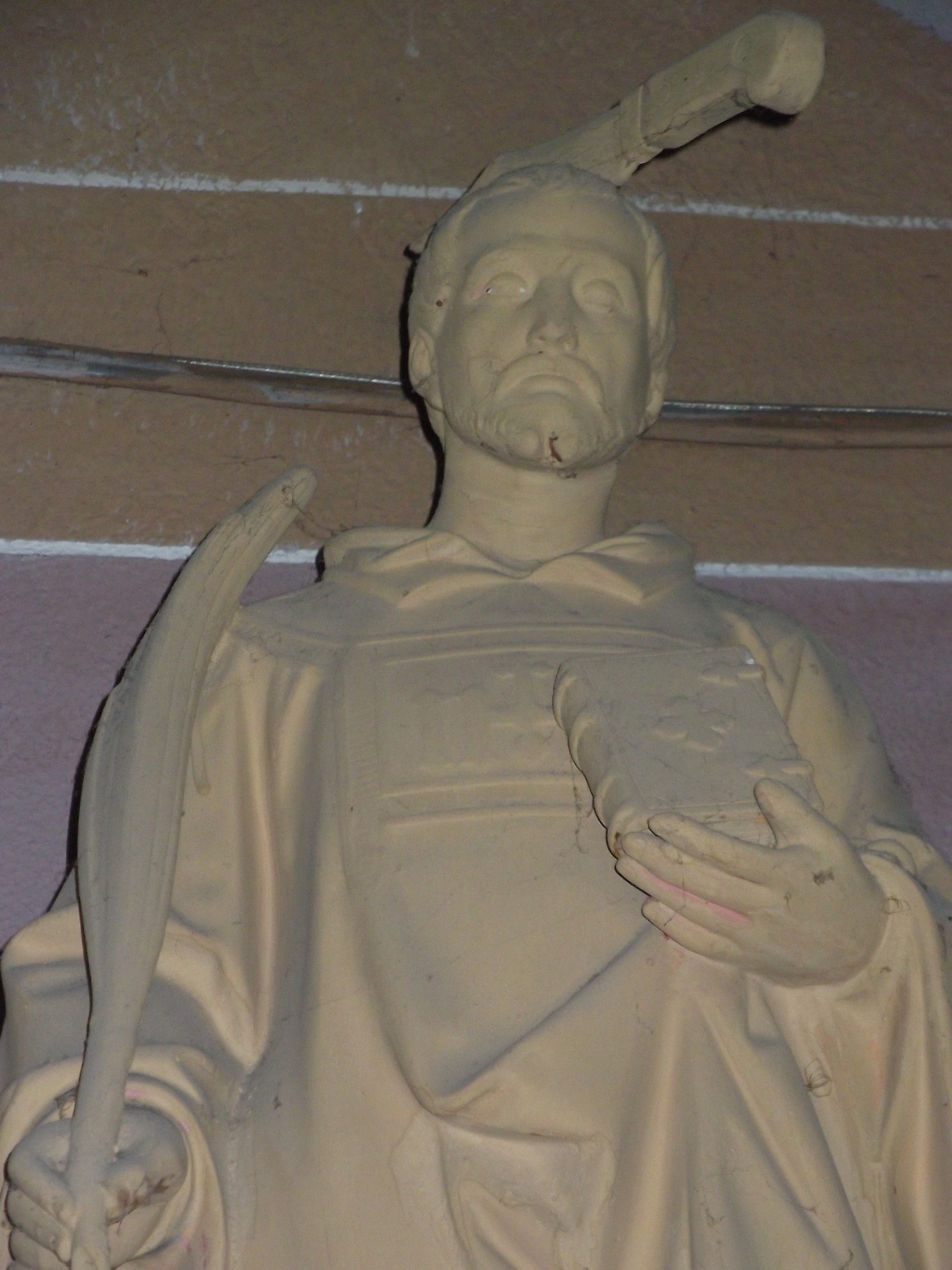
Statue de saint Andéol.
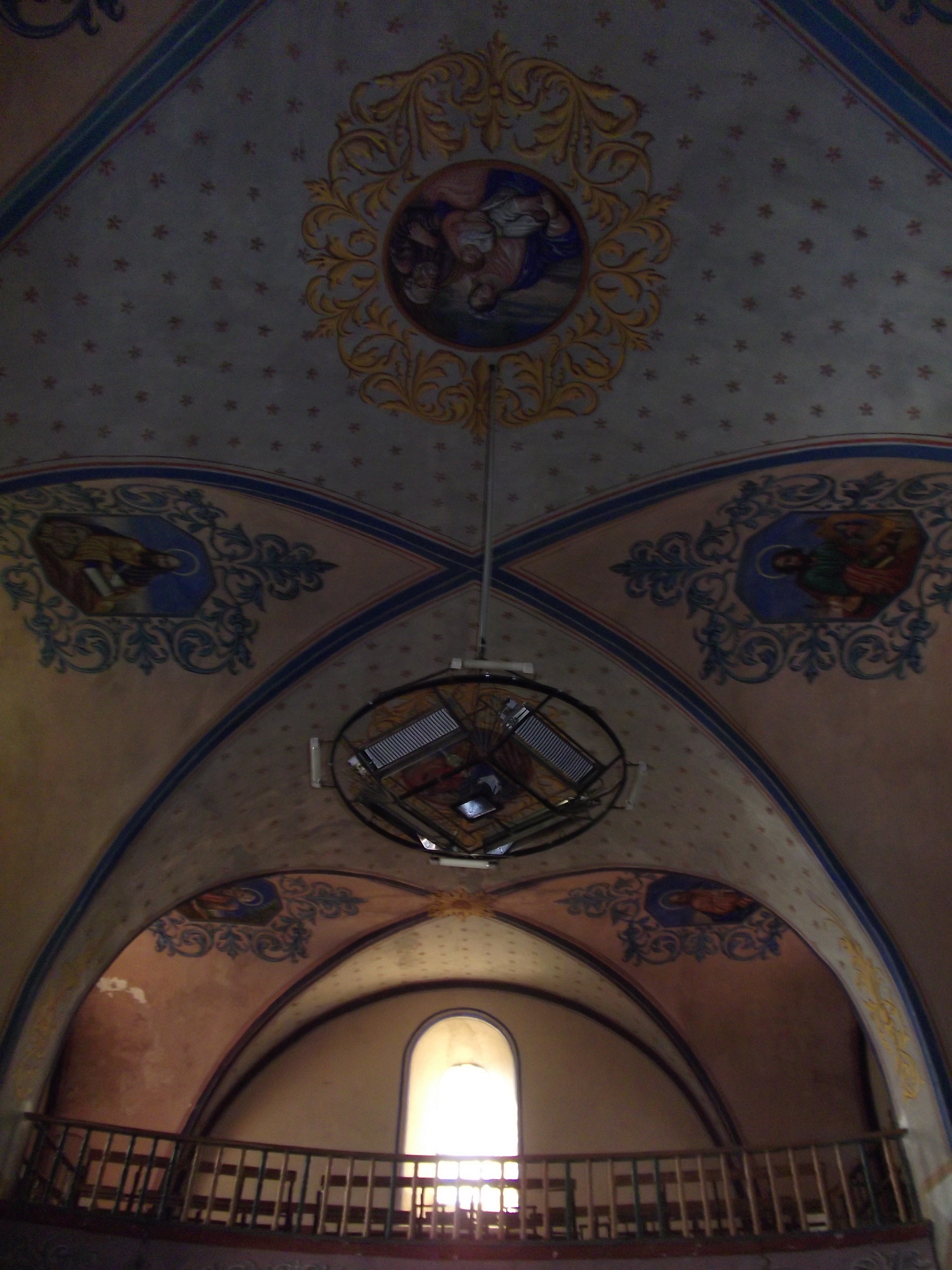
Fresques de l'église.

On trouve aussi un tableau représentant le martyre de saint Andéol, à l'intérieur de l'église Saint-Andéol de Parisot (œuvre attribuée à Jean André) et dans l'église Saint-Andéol de Saint-Andeux (auteur et date inconnus), où se trouve également une statue de saint Andéol.

## Héraldique
| Blason de Bourg-Saint-Andéol | Enregistrées à Paris en 1696, les armes de Bourg-Saint-Andéol se blasonnent ainsi : De gueules aux trois bourdons d’argent posés en pal et rangés en fasce, au chef cousu d’azur chargé d’un badelaire d'argent garni d’or. Devise : His fulta manebit unitas : Appuyée sur ces choses, l’unité restera. |

Le badelaire (cimeterre) symbolise la mort qui mit fin au martyre de saint Andéol. Les bourdons (bâtons de pèlerin) représentent l’affluence des pèlerins à son tombeau et la dévotion envers lui.
L'abbé Onésime Mirabel attribue à la devise cette signification : « Tant que fleurira dans nos murs la dévotion envers notre illustre et saint patron, nous sommes assurés qu'il étendra sur nous sa protection et qu'il ne permettra pas à l'erreur de briser parmi nous l'unité de la foi ». Et l'abbé précise : « Il nous paraît évident que la devise a été choisie dans des temps de dissensions religieuses et très probablement dans les troubles du seizième siècle ».

## Religion et toponymie
En 1902, l'Ardèche est le département de France qui comprend le plus de communes portant le nom d'un saint (hagiotoponymie), soit 30,5 % contre 12,3 % de moyenne nationale,.
Au 1er mars 2007, sur 36 782 communes françaises, 4 794 (13 %) portent un nom qui commence par « Saint » ou « Sainte » ou bien contiennent le terme « Saint » ou « Sainte » à l'intérieur de leur nom :
- 3 927 portent un nom qui commence par « Saint », y compris Le Saint. Le saint le plus courant est Saint-Martin (222 communes), suivi de Saint-Jean (170 communes) et Saint-Pierre (155 communes). Saint-Montan est unique. 471 autres communes contiennent le terme « Saint » à l'intérieur de leur nom;
- 334 communes portent un nom qui commence par « Sainte », y compris Saintes. La sainte la plus courante est Sainte-Marie (40 communes, y compris Saintes-Maries-de-la-Mer), suivie de Sainte-Colombe (27 communes) et Sainte-Croix (25 communes). 62 autres communes contiennent le terme « Sainte » à l'intérieur de leur nom (Gentilés de France S - Portail : Communes de France).

### Alignements des lieuxportant le nom de «Saint-Andéol»

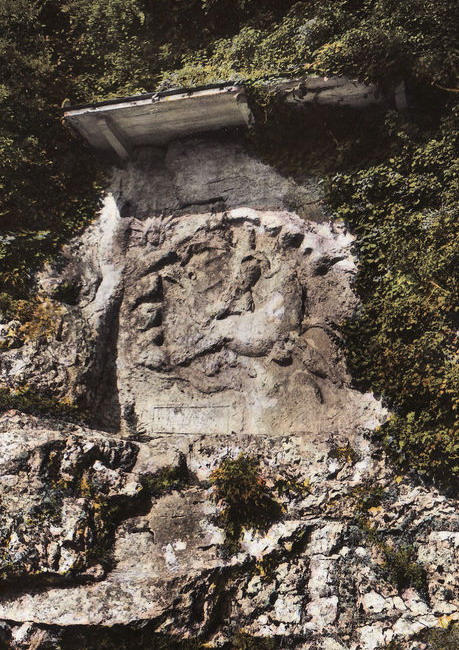
Bas-relief de Mithra à Bourg-Saint-Andéol.

Trente-huit lieux (voir la liste ci-après) sont baptisés « Saint-Andéol » entre Écouen (Val-d'Oise) et Sant Aniol d'Aguja (ca). Leur représentation sur un plan fait apparaître de nombreux alignements presque parfaitement rectilignes entre certains d'entre eux. On constate par exemple que la commune de Saint-Andéol-de-Berg, en Ardèche, se trouve sur une ligne droite la reliant à trois autres villages ardéchois presque à égale distance l’un de l’autre, soit 20 km environ (Bourg-Saint-Andéol, Saint-Andéol-de-Vals et Saint-Andéol-de-Fourchades) et les volcanologues observent que cet alignement se trouve exactement dans l’axe des cratères d’explosion des maars de Saint-Martial, d’Échamps, à Borée, de Chaudeyrolles et du lac de Saint-Front. Y aurait-il une fracture de la Terre sous cet alignement de 80 km .
Ces particularités ne peuvent pas être le fait du hasard et conduisent André Barbe à s'interroger sur leur origine et leur signification, dans l'ouvrage « Voyage en Basse-Ardèche » paru en 1998, : l’abbé Onésime Mirabel, dans Saint Andéol et son culte (Paris - 1868), plaçant le début de ce culte au IXe siècle (sous l'épiscopat de l'évêque Bernoin et sous le règne de Charles II le Chauve - cf. biographie ci-dessus), des lieux consacrés à des dieux païens à l’origine furent-ils à cette époque consacrés à saint Andéol par les chrétiens, selon une méthode alors courante (on trouve par exemple en France des alignements droits ou en spirale consacrés au géant « Isore » ou au dieu « Lug »)? Quel(s) dieu(x) païen(s) saint Andéol a-t-il chassé(s) des lieux qui portent son nom ? Peut-être le dieu taurin Mithra, dont le culte se répandait beaucoup dans l'Empire romain aux IIe et IIIe siècles, et auquel un sanctuaire fut dédié à Bourg-Saint-Andéol au IIIe siècle (Culte de Mithra), ?

### Communes, édifices et sites baptisés «Saint-Andéol»

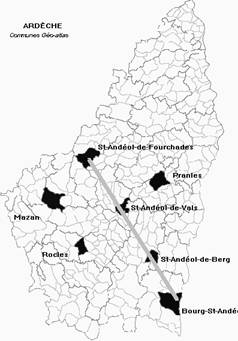
Alignement remarquable

Les coordonnées ci-dessous sont précises à + ou - 500 m :
1. Bourg-Saint-Andéol / Département 07 - Abscisse 784 km - Ordonnée 1 933 km
2. Saint-Andéol-de-Berg / Dépt. 07 - Abs.774 - Ord.1950
3. Saint-Andéol-de-Vals (ex Saint-Andéol-de-Bourlenc) / Dépt. 07 - Abs.764 - Ord.1968
4. Saint-Andéol-de-Fourchades / Dépt. 07 - Abs. 755 - Ord. 1985
5. Saint-Andéol-en-Trièves / Dépt. 38 - Abs.853 - Ord.2000
6. Saint-Andéol et mont Saint-Andéol / Dépt. 26 - Abs. 831 - Ord. 1981
7. Chapelle Saint-Andéol - La Bâtie-Rolland / Dépt. 26 - Abs.800 - Ord.1954 (Monument historique)
8. Saint-Andiol (Sant-Andiòu en occitan[37],[38]) / Dépt. 13 - Abs.810 - Ord.1874
9. Lac de Saint-Andéol, Chapelle, Vestiges d'un village gallo-romain, Pèlerinages dans l'Antiquité - Marchastel / Dépt. 48 - Abs.660 - Ord.1957
10. Saint-Andéol-de-Clerguemort / Dépt. 48 - Abs.726 - Ord.1924
11. Église de l'ancien Prieuré Saint-Andéol - Claveyson / Dépt. 26 - Abs.806 - Ord.2022 (Monument historique)
12. Église Saint-Andéol - La Valla-en-Gier / Dépt. 42 - Abs.771 - Ord.2048
13. Saint-Andéol-le-Château / Dépt. 69 - Abs.784 - Ord.2068
14. Chapelle médiévale Saint-Andéol (XIIe), Église, École et Place Saint-Andéol - Camaret-sur-Aigues / Dépt. 84 - Abs.802 - Ord.1910
15. Église, Nécropole, Quartier Saint-Andéol - Mazan / Dépt. 84 - Abs.824 - Ord.1899
16. Chapelle Saint-Andéol - Pranles / Dépt. 07 - Abs.777  - Ord.1977
17. Église Saint-Andéol - Montceaux-l'Étoile / Dépt. 71 - Abs.731 - Ord.2152
18. Saint-Andeux - Église Saint-Andéol et tableau représentant le martyre de Saint Andéol / Dépt. 21 - Abs.734 - Ord.2268
19. Viguerie Saint-Andéol-d'Escoulenc - Pradelles - / Dépt. 43 - Abs.722 - Ord.1976
20. Mazan-l'Abbaye - Dépt. 07 : Abs.739 - Ord.1971 - Lieu qui n'est pas baptisé "Saint-Andéol", mais par lequel passent plusieurs alignements de sites qui le sont (No 1-15 / 2-19 / 22-29 / 5-26-16-34 / 13-23 / 6-16-23 / 18-35). Les Moines de l'Abbaye de Mazan sont très liés à l’Histoire de Saint-Andéol-de-Berg.
21. Église Saint-Andéol dans le château de Polignac - / Dépt. 43 - Abs.720 - Ord.2010
22. Prieuré Saint-Andéol - Rocles - / Dépt. 07 - Abs.749 - Ord.1953
23. Sant Aniol d'Aguja (ca) - Espagne, Catalogne, près de la frontière française : Abs.620 - Ord.1704 - Longitude = 2°40 environ - Latitude = 42°19' environ
24. Sant Aniol de Finestres = Saint-Andéol-de Finestres (Catalogne, près de Gérone) : non aligné
25. Mausolée de Saint-Andéol - Pourrières / Dépt. 83 - Abs.876 - Ord.1836
26. Église et quartier Saint-Andéol - Séderon / Dépt. 26 - Abs.856 - Ord.1917
27. Église Saint-Andéol - Chabeuil / Dépt. 26 - Abs. 813 - Ord. 1993
28. Montagne Saint-Andéol - Chastel-Arnaud / Dépt. 26 - Abs.827 - Ord.1967
29. Colline, chapelle et garrigues Saint-Andéol - Cairanne / Dépt. 84 - Abs.808 - Ord.1919
30. Chapelle, Prieuré Saint-Andéol-de-Vélorgues - l'Isle-sur-la-Sorgue / Dépt. 84 - Abs.817 - Ord.1881
31. Chapelle Saint-Andéol - Le Barroux / Dépt. 84 - Abs.821 - Ord.1910
32. Ruines / Chapelle et Château du village disparu Saint-Andéol-de-Trouillas - Laval-Pradel / Dépt. 30 - Abs.737 - Ord.1915
33. Prieuré, Lieu-dit Saint-Andéol - Upaix / Dépt. 05 - Abs.882 - Ord.1929
34. Église Saint-Andéol - Saint-Jacques - Lentiol / Dépt. 38 - Abs.818 - Ord.2037
35. Église Saint-Andéol et tableau représentant le martyre de Saint Andéol - Parisot / Dépt. 82 - Abs.562 - Ord.1918
36. Abbaye Saint-Andéol - Robiac-Rochessadoule / Dépt. 30 - Abs.740 - Ord.1922
37. Église Saint-Andéol aujourd'hui disparue - Vidauban / Dépt. 83 - Abs.931 - Ord.1833
38. Lieu-dit Saint-Andéol à Saint-Saturnin-lès-Apt / Dépt. 84 - Abs.843 - Ord.1886
39. Lieu-dit Saint-Andéol à Les Ollières-sur-Eyrieux / Dépt. 07 - Abs.780 - Ord.1982
40. Église Saint-Acceul d'Écouen : relique de saint Andéol dans l'une des trois églises de France à porter le nom de ce saint, confondu avec saint Andéol (la deuxième étant l'église Saint-Acheul, dans le quartier Saint-Acheul d'Amiens, non loin du village Saint-Acheul où se trouve la troisième, l'église Saint-Ache - cf. ci-dessous : L'énigme de St Ache…) - Écouen / Dépt. 95 - Abs.603 - Ord.2317

Nota Bene :

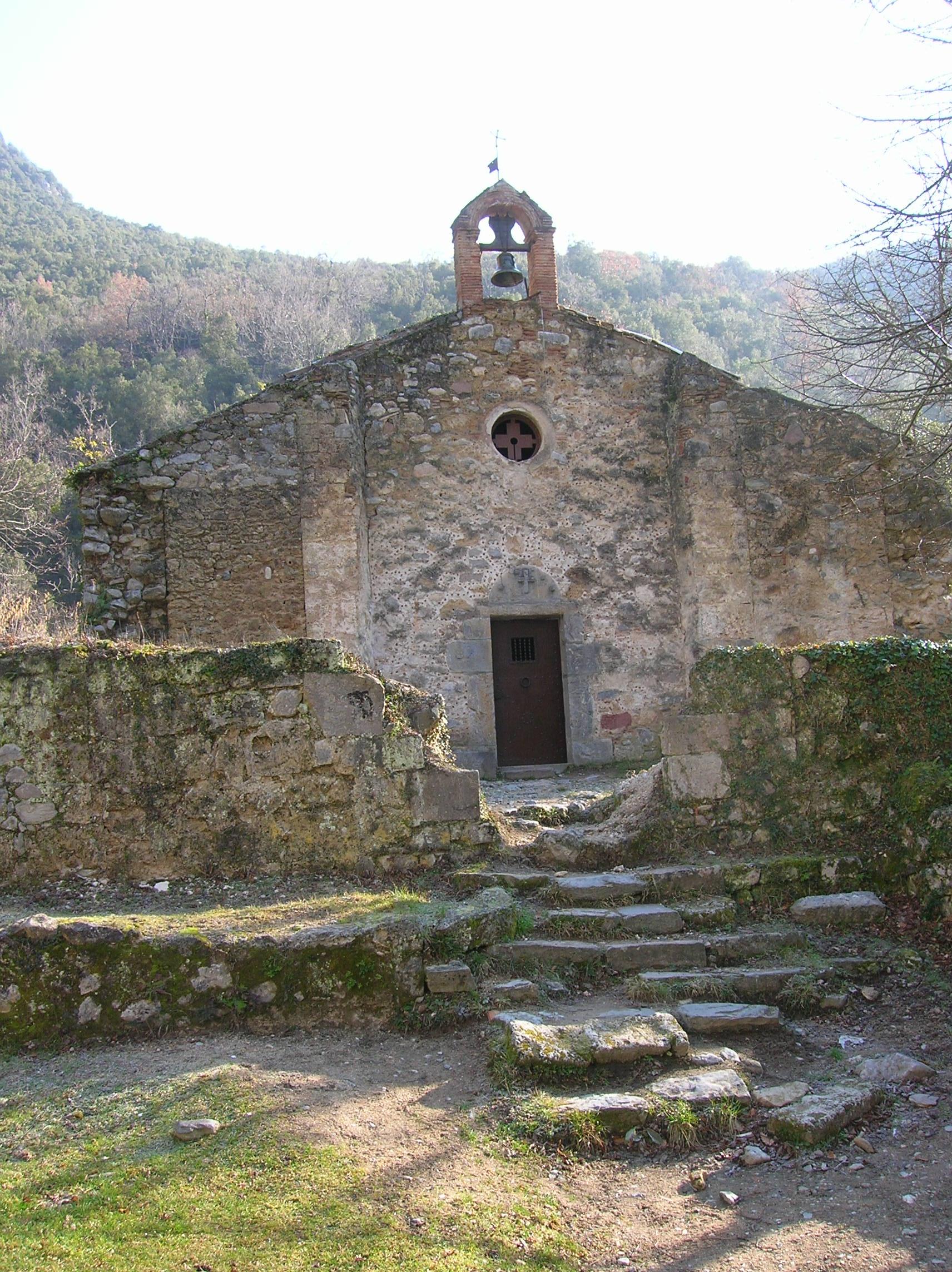
N°23 : Ermita de Sant Aniol d'Aguja
Andèol del Vivarès.

- Coordonnées « Lambert II étendu » en km : repères bleus à l’intérieur du cadre des cartes au 1/25000 éditées par l’I.G.N.

L’abscisse 600 km correspond à la longitude 0 grade du méridien de Paris.

L’ordonnée 2 200 km correspond au parallèle de latitude 52 grades ou 46° 48’.

- À propos du no 9 ci-dessus :

Le périodique LOU PAÏS évoque à la page 26 de son no 47 (1957), "Le Temple païen de Saint-Andéol".

Jean de Kermalon fait état de la découverte des vestiges d'un temple, au faîte de la Montagne de Cap Combattut dominant de l'est le lac de Saint-Andéol, lui-même situé sur la Commune de Marchastel, dont l'église principale a longtemps porté le nom de "Saint-Andéol".

- À propos du no 21 ci-dessus :

Dans sa publication Histoire généalogique de la Maison de Polignac, manuscrit daté du XVIIe siècle, F.-H. Forestier indique que « La chapelle du château de Polignac était dédiée à saint Andéol, comme celle de Chapteuil. » (note infrapaginale de la page 14).

### Saint Ache, saint Acheul, saint Acceul ou saint Andéol?

#### Première hypothèse: Ache, Acheul, Acceul et Andéol sont un seul et même personnage
D'après Louis Réau, dans son Iconographie de l'art chrétien (1955-1959), saint Ache, saint Acheul,  et saint Acceul seraient des formes picardes de saint Andéol et donc des doublons successifs de celui-ci. Louis Réau reprenait à son compte la tradition catholique.

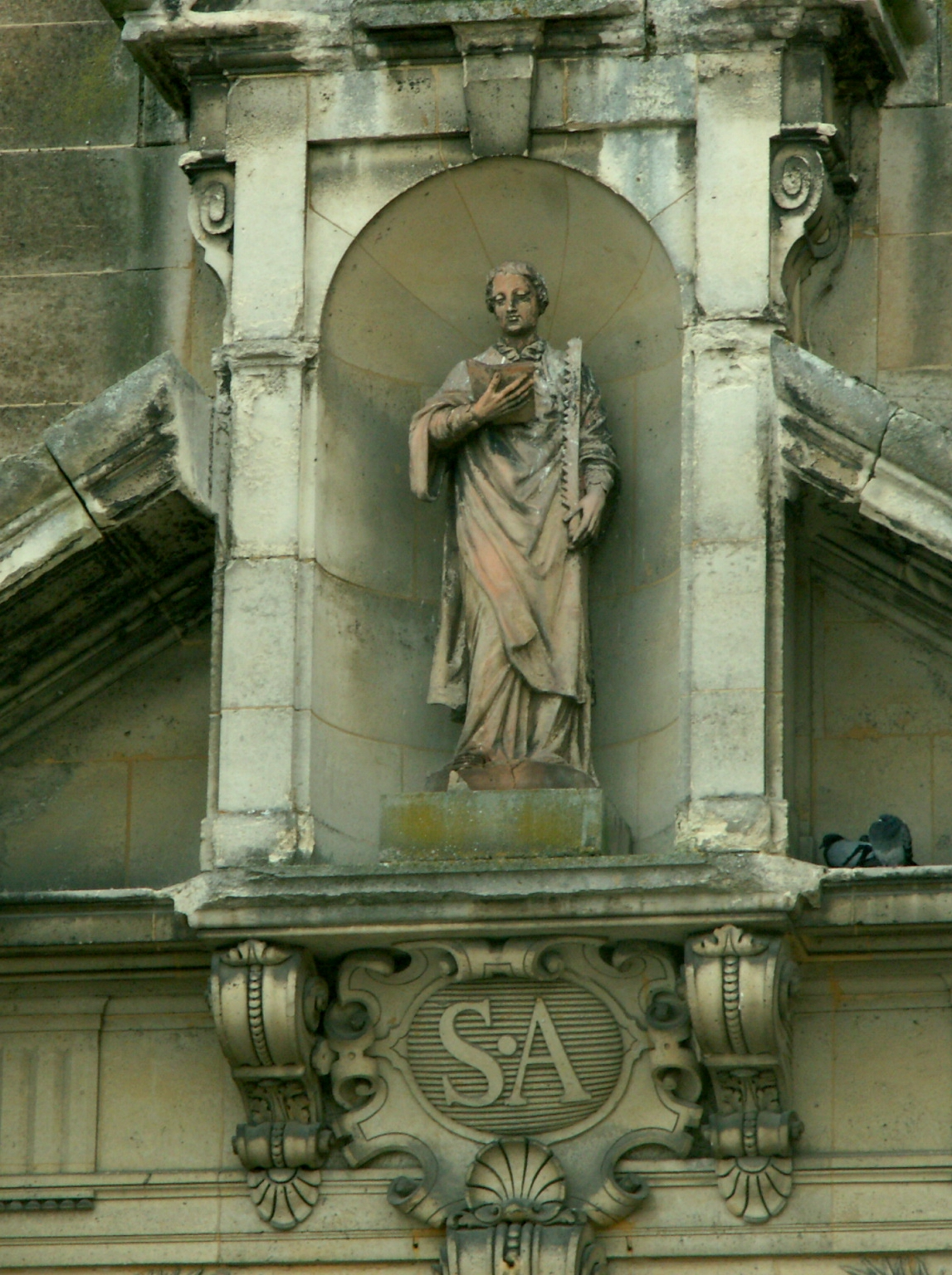
Statue de saint Acceul (SA) portant une scie (instrument de son supplice),
sur le fronton de l'église d'Écouen.

Une confusion entre le saint du lointain Vivarais - saint Andéol - et le saint de la proche Picardie - saint Acheul - s'est sans doute installée dans les esprits des catholiques d’Écouen, au fil des siècles et des processions derrière les reliques d'Andéol importées, confusion encouragée par les Montmorency et favorisée qui plus est, par le supplice proche qu’ils ont subi à la tête tous les deux (crâne fendu par une épée de bois pour le premier, par une latte de bois pour le second) et par la ressemblance entre leurs noms (Andeolus = Andéol) et (Acheolus = Ache, Acheul, Acceul), à l'époque gallo-romaine.
Un vitrail (1545) de l'Église Saint-Acceul d'Écouen et une statue apposée sur sa façade (portail ouest, 1852) représentent saint Acceul portant la scie de son supplice.
 Une scie ? Cet outil n'apparaît jamais sur les représentations de saint Andéol dans le sud de la France, l'instrument de son martyre n'étant pas une scie, contrairement à la légende qui court à Écouen selon laquelle il aurait eu « la tête sciée en croix », mais un glaive, une épée ou un badelaire (= cimeterre) de bois.
Après avoir eu le crâne fendu, saint Ache, saint Acheul, saint Acceul... aurait-il été décapité avec une scie par les Romains ?
La scie est la clef de la première énigme.
Saint Andéol et saint Acheul sont tous les deux fêtés le premier mai, mais Andéol du Vivarais n’est pas, lui, un céphalophore…

#### Seconde hypothèse: Acheul et Andéol sont deux personnages différents

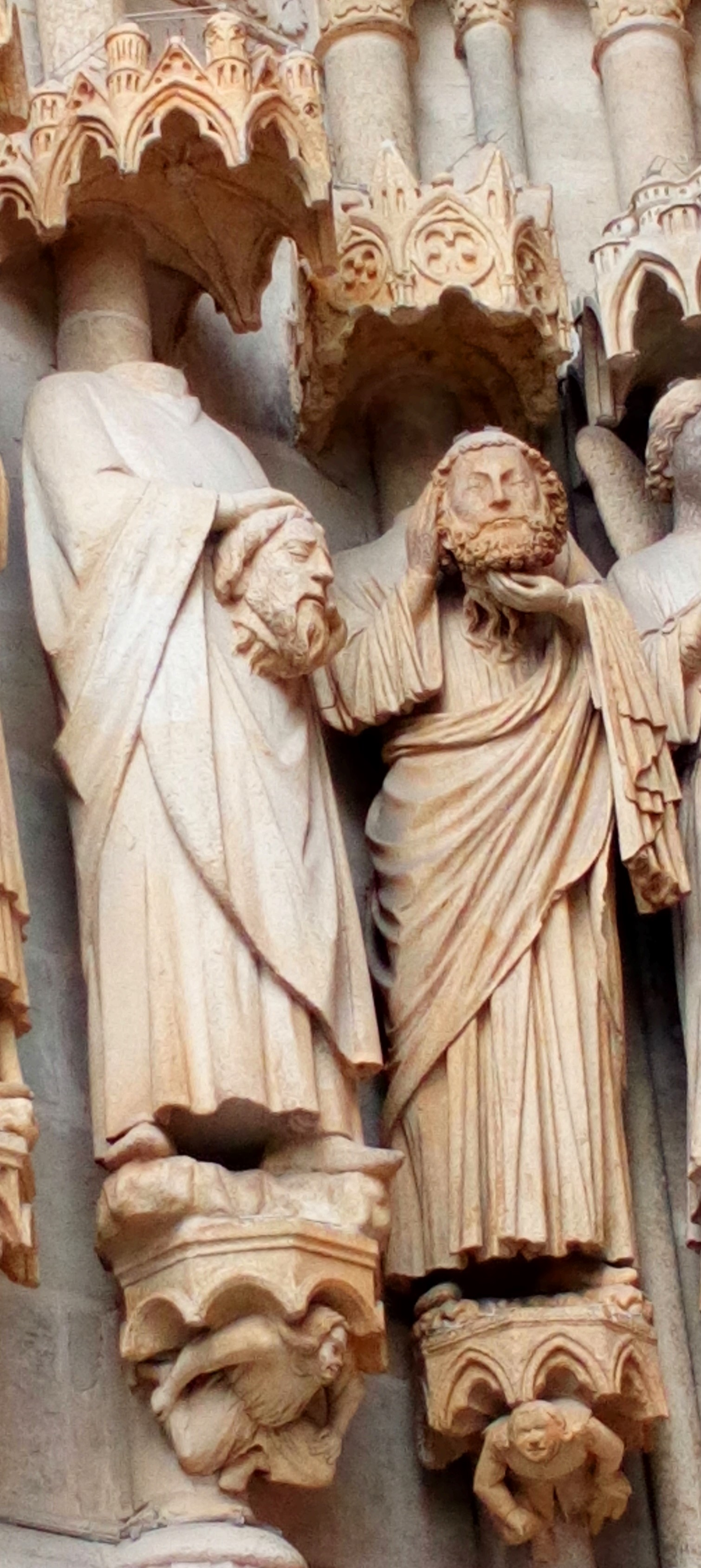
Statues des saints Ache et Acheul (cathédrale d'Amiens)

En 1756, à l’issue d’un débat sur le sujet, l’abbé Jean Lebeuf attribuait l'idée qu'il s'agissait d'un seul et même personnage, à des « prédicateurs » peu scrupuleux de la réalité historique, et se rangeait à l’idée de deux saints différents.
Il est plausible que les formes Saint Ache, Saint Acheul et Saint Acceul soient des variantes picardes qui désignent le même saint, sans certitude.
On ne sait pas qui est saint Acheul, mais on sait qu'un village de la Somme, Saint-Acheul, l’a pris pour saint patron (« Il doit bien y avoir une raison... », ajoute Infocatho). À Amiens, dans l'actuel quartier de Saint-Acheul se trouvait l'abbaye de Saint-Acheul qui aurait été construite à l'emplacement supposé de son martyre. Il subsiste de cette abbaye l'église Saint-Acheul, reconstruite au XVIIIe siècle. On sait aussi qu'à Écouen une église est dédiée à saint Acceul. On trouve également dans la Somme, Acheux-en-Amiénois et Acheux-en-Vimeu.
Ces concordances, ces proximités et l'étymologie semblent valider l'hypothèse de l'existence d'une seule et même personne, d'un seul et même saint, connu sous trois vocables différents.
Par contre, il n’est pas vraisemblable que les trois formes picardes de Saint Acheul désignent également saint Andéol. Le saint vivarois est en effet toujours représenté la « tête fendue par un glaive de bois », alors que le saint picard est représenté la « tête décapitée » à Amiens
Si saint Acheul n'est pas saint Andéol, qui est-il alors ?
L'église Saint-Acheul d'Amiens aurait été construite sur le tombeau de saint Firmin, martyrisé et décapité en 303 dans la capitale de la Picardie, « traditionnellement retenu » comme le premier évêque d'Amiens par l'Église catholique de la Somme (à ne pas confondre bien sûr avec saint Firmin, évêque de Viviers au début du VIIe siècle).
 Les Écouennais considèrent eux que saint Acheul fut le premier évêque d'Amiens.

Des statues de Saint Ache et de Saint Acheul décapités se trouvent sur le piédroit de gauche du portail de saint Firmin de l'actuelle cathédrale Notre-Dame d'Amiens.
Il aurait ensuite été écrasé par la popularité de saint Firmin puis oublié à son profit.
Ou bien alors, il fut tout simplement l'un de ses proches compagnons, martyrisé de la même manière que lui, à la même époque que lui et dans la même région que lui, à Saint-Acheul, tout près d'Amiens.

### Culte des reliques
La thèse de quatre appellations différentes pour un seul et même saint défendue par Louis Réau paraît donc erronée, mais s'appuie néanmoins sur le culte bien réel voué à saint Andéol jusqu'au XIXe siècle, à Écouen, à cause d’une relique du saint rapportée ici par Mathieu de Montmorency (seigneur du lieu au début du XIIIe siècle), à son retour de la croisade contre les Albigeois où il venait de s'illustrer en Occitanie, relique rejointe par une autre à la fin du XVIIe siècle, ramenée depuis Bourg-Saint-Andéol par Sieur Le Sellier, paroissien d’Écouen, secrétaire de Nicolas de Lamoignon de Basville, surintendant du Languedoc, et fils d'Andéol Le Sellier.
La première relique, importée par Montmorency pour des raisons politiques (implanter le culte de saint Andéol dans son fief d'Écouen, berceau de sa famille, pour asseoir l'influence de celle-ci, et son pouvoir, dans le Languedoc), a été brûlée en 1793 par les révolutionnaires. La seconde relique - une clavicule d’Andéol - importée "en grande pompe" quatre siècles après l'autre (le 10 août 1700), pour répondre au désir des paroissiens d'Écouen, soutenu par la princesse Anne de Bavière, de réaffirmer leur dévotion ancestrale à saint Andéol, a été sauvée de la Révolution par un habitant nommé Antheaume, qui la cacha jusqu'en 1802. De nos jours, elle est encore présente dans son reliquaire de 1730, dans l'église Saint-Acceul d'Écouen, de même que son « authentique » (le mot désigne tout document permettant d’identifier une relique), lettre patente en date du 6 novembre 1698, revêtue du sceau de Charles-Antoine de La Garde de Chambonas, évêque de Viviers de 1692 à 1713, accompagnée par une lettre patente de Louis-Antoine de Noailles, évêque de Paris, en date du 15 juin 1700, et confirmée par une lettre patente de l'évêque de Versailles, Jean Nicaise Gros, en date du 6 juin 1845.

### Saint Andéol à Paris

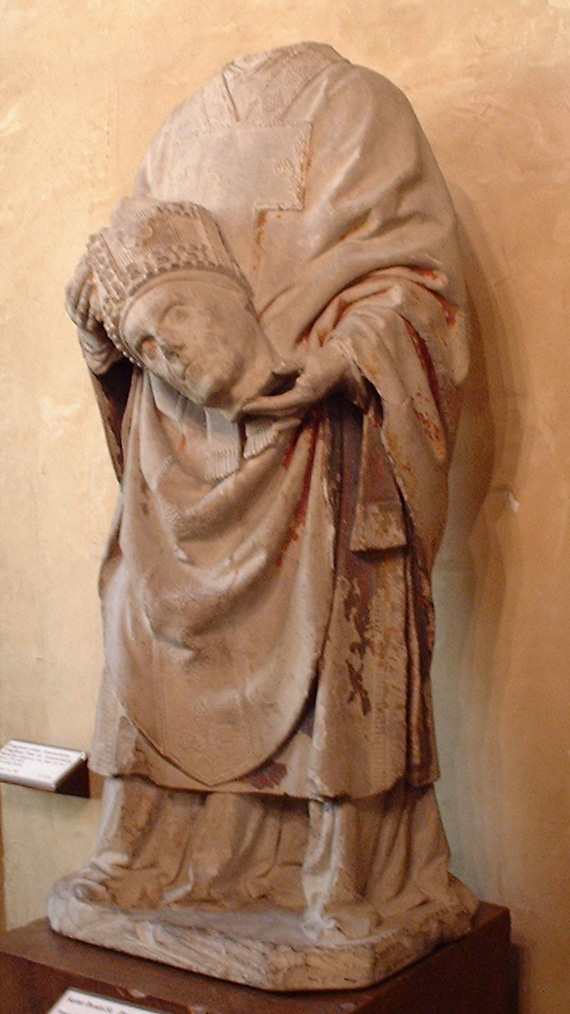
Statue céphalophore de saint Denis.

L'actuelle cathédrale Notre-Dame d’Amiens a été rebâtie au début du XIIIe siècle pour abriter la relique du chef de saint Jean-Baptiste… Le chemin qui relie Saint-Acheul à Paris, en passant par Amiens puis Écouen, est parfois appelé une « voie de céphalophores », tant ils y sont nombreux : saint Ache, saint Acheul, saint Firmin, saint Fuscien, saint Victoric, saint Gentien, saint Just, sainte Maxence, saint Acceul, saint Denis…
Les reliques des martyrs étaient transportées à travers les pays et confiées en cours de route aux églises qui se trouvaient sur le chemin et qui le demandaient. Elles étaient aussi bien souvent récupérées et utilisées par de hautes personnalités, tant religieuses que civiles, pour donner une onction providentielle aux pouvoirs qu'elles détenaient sur une région et ses habitants.
Ainsi, au début du XIIIe siècle, l'église Saint-André-des-Arts aurait été construite à Paris, à la place d'un oratoire (ou une chapelle ou une abbaye) que Childebert Ier, fils de Clovis, aurait fait bâtir au VIe siècle, sur le conseil de Germain, évêque de Paris, pour abriter des reliques de saint Andéol dont il avait réussi à s'emparer, alors qu'il traversait une région du sud de la Gaule soumise aux Wisigoths.
 Là aussi, plusieurs hypothèses coexistent,,,,…
Une certitude par contre : Andéol du Vivarais ne s'est jamais rendu sur la plupart des lieux qui portent son nom, ni sur la voie des céphalophores, ni non plus sur la rue Saint-Andéol-de-Laas.